# Leonard Susskind
Leonard Susskind (New York, 20 maggio 1940) è un fisico statunitense.
Attualmente, è professore emerito della Stanford University, dove per molti decenni ha insegnato fisica teorica. Attivo nel campo della teoria delle stringhe e della teoria quantistica dei campi, Susskind è da molti considerato come uno dei padri della teoria delle stringhe, conosciuto soprattutto per i suoi primi contributi all'applicazione di tale modello alla fisica delle particelle.

## Biografia
Susskind è nato a New York in una famiglia ebrea di modeste condizioni. Iniziò a lavorare come idraulico a sedici anni. Più tardi si iscrisse al City College of New York come studente di ingegneria. Si è sposato due volte, la prima nel 1960, e ha avuto quattro figli. Si laureò in fisica nel 1962. In seguito, conseguì il dottorato di ricerca in fisica nel 1965 alla Cornell University.
Dopo aver insegnato alla Yeshiva University sin dal 1966, Susskind è stato professore di fisica alla Stanford University dal 1979, dove ora è professore emerito. È stato eletto membro della National Academy of Science e dell'American Academy of Arts and Sciences; nel 1998, gli è stato conferito il premio Sakurai per la fisica teorica.
Susskind è autore di alcuni libri di successo, fra cui: The Cosmic Landscape: String Theory and the Illusion of Intelligent Design, Little, Brown and Company, Boston 2005 [trad it. Il paesaggio cosmico. Dalla teoria delle stringhe al megaverso, Adelphi, Milano 2007] e La guerra dei buchi neri, traduzione di Franco Ligabue, 2009. È stato inoltre uno dei tre fisici che scoprirono, indipendentemente l'uno dall'altro negli anni '70, come il modello di risonanza duale per le interazioni forti di Gabriele Veneziano potesse essere descritto da un modello quantistico di stringhe.
Insieme a Pierre Sikivie, è stato insignito della Medaglia Galileo Galilei per il 2025.